# Antonio Del Guercio
Antonio Del Guercio (Parigi, 9 maggio 1923 – Roma, 8 aprile 2018) è stato uno storico dell'arte e critico d'arte italiano specializzato nell'arte moderna e contemporanea.

## Biografia
Antonio Del Guercio nasce a Parigi, dove riceve la sua prima formazione sino al compimento del liceo classico. Si laurea in Lettere Moderne presso l'Università la Sapienza di Roma.
Bilingue e biculturale italo-francese, svolse la propria attività dividendosi tra Roma e Parigi come organizzatore di mostre d'arte moderna e contemporanea in Italia; collaborò in particolare con riviste francesi, quali "Opus International", "Chroniques De l'Art Vivant", "Vingtieme Siecle", e infine "Cahiers Du Centre Georges Pompidou".
La sua carriera universitaria ebbe inizio nel 1963 con la cattedra di Storia dell'Arte e la direzione della Galleria dell'Accademia Albertina di Torino, e proseguì nell'Università di Lecce e poi nell'Università di Firenze dove fu ordinario di Storia dell'Arte contemporanea. Fu visiting professor in diverse Università in Francia e in Canada.
Condusse per il consorzio interuniversitario europeo Nettuno il corso di storia della critica d'arte nell'anno accademico 1999-2000.
Lascia due figlie, avute dalla moglie Laura Morini, una ragazza di Bologna, e tre nipoti.

## Opere
- Géricault, Roma-Firenze, 1963
- L'oggetto l'immagine il tempo, Napoli, 1974
- Conflittualità dell'arte moderna, Roma, 1976
- Storia dell'arte presente, Roma, 1985, ISBN 9788835944898
- Baudelaire, la critica d'arte, Surnaturalismo e vita moderna, Roma, 1996
- Les grimaces : Louis Léopold Boilly, Roma, 1997, OCLC 84306076
- Parigi 1750-1950, Arte e critica d'arte nel centro della modernità, Roma, 1997 (2ª edizione 2015), ISBN 9788864731605
- Parisien malgré lui. De Chirico 1911-1915, Parigi, 1997, ISBN 2869412797
- Arte e vita moderna, Roma, 2001, ISBN 9788835949916
- Storia dell'arte moderna e contemporanea, Roma, 2003, ISBN 978-8882899776
- Il museo della non arte. Sul destino dell'arte contemporanea, Roma, 2006, ISBN 978-8879812832
- Rivedere l'arte moderna, Roma, 2008, ISBN 978-8884211934
- Il senso nell'arte moderna, Roma, 2011, ISBN 978-88-8421-250-4

## Mostre e collaborazioni
Tra le mostre organizzate in Italia e in Francia come singolo curatore o come membro dei relativi comitati scientifici:
- George Grosz, Roma, 1966
- John Heartfield dada, Roma, 1967
- Burri Cagli Fontana Guttuso Burri Moreni Morlotti, Arezzo-Roma, 1967 (con Enrico Crispolti)
- Renato Guttuso, La mémoire les objets les gestes, Paris, Musée d'Art Moderne de la Ville, 1971
- Arte e Natura, Biennale di Venezia, 1978, come membro del Comitato di curatori di quell'edizione della mostra
- Art Itinera, Arte in Italia Francia e Stati Uniti dagli anni Sessanta ad oggi, Volterra-Castiglioncello, 1983
- L'Italie aujourd'hui – Regards croisés sur la peinture, Nice, Villa Arson, 1985 (e Achille Bonito Oliva, Maurizio Calvesi, Filiberto Menna)
- Eros in Albion – J. Tilson, D. Tindle, K. Kiff, J.
- Bellamy, Louise Blair, Ch. Cook, Tre giovani pittori inglesi, San Giovanni Valdarno, 1989
- Paul Rebeyrolle, matière et existence, Centre Saint Bénin, Aoste, 1989
- Joe Tilson, A light from Eleusis, San Giovanni Valdarno, 1991

Ha coordinato nel 1998 il Comitato scientifico italo-francese che ha realizzato nel Palazzo delle Esposizioni di Roma la mostra Il futuro alle spalle, dedicata all'arte tra le due guerre in Francia e in Italia.
Ha fatto parte con Mina Gregori, Bruno Toscano, Andrea Emiliani, Ezio Raimondi, Claudio Spadoni, del Comitato scientifico che ha realizzato nel 2003 in Ravenna la mostra Da Renoir a De Staël – Roberto Longhi e il Moderno, dedicata all'apporto del grande storico dell'arte italiano alla lettura critica dell'arte moderno-contemporanea.